# 리사 하트만

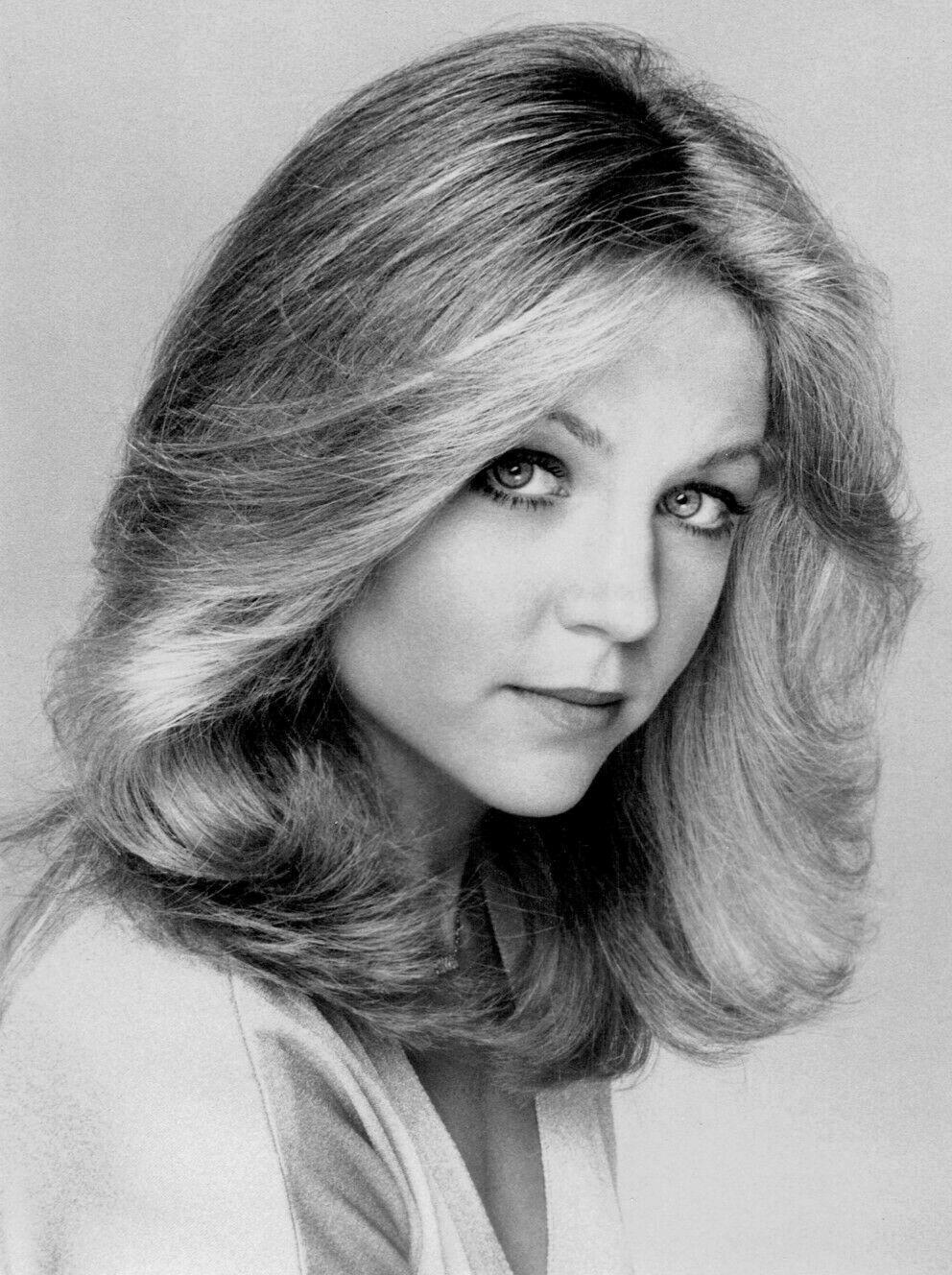

리사 하트먼(Lisa Hartman Black, 1956년 6월 1일 ~ )는 미국의 가수, 배우, 작곡가 겸 작사가이다.
휴스턴에서 태어났다.

## 출연 작품
- 플리카: 컨츄리 프라이드 (2011년) - 린디 역
- 버팔로 환상 살인 (1994년)
- 누명 (1993년)
- 외계의 공포 (1991년)
- 대부 언터쳐블 (1991년)
- 대화재 (1991년)
- 원색 지대 (1991, Bare Essentials)
- 부서진 환영 (1991, Red Wind)
- 죽음의 협상 (1990년)
- 비버리 힐스 커넥션 (1985년)
- 남자 사냥 (1984년)
- 악령의 리사 (1981년)

### 텔레비전
- 2000 말리부 로드 (1992년)
- 낫츠 랜딩 (1979년)
- 꿈꾸는 낙원 (1978년)
- 사랑의 유람선 (1977년)